# Rogeria minensis
Rogeria minensis é uma espécie de formiga do gênero Rogeria, pertencente à subfamília Myrmicinae.